# Eindklassementen in het marathonschaatsen
Over de schaatsmarathons worden verschillende eindklassementen opgemaakt. In totaal zijn er zeven eindklassementen. 
Er is een eindklassement over de KNSB Cup (marathonschaatsen) voor alle marathon cup wedstrijden dat op kunstijsgereden wordt. Hierin is ook een jongerenklassement voor de beste jongeren in deze klassering. Het Grand Prix eindklassement is voor diegene dat het beste over de wedstrijden heeft gepresteerd over de Grand Prix's op het buitenlandse natuurijs. Daarnaast is er een Natuurijsklassement waarvoor er minstens twee Natuurijsklassiekers gereden worden voordat het klassement in werking treedt. Het Nederlandse kampioenschappen marathonschaatsen op natuurijs telt hiervoor ook mee. De Natuurvierdaagse is het eindklassment voor de schaatsmarathons op natuurijsbanen in Nederland. Hiervan worden er maximaal vier per seizoen gereden. Bij twee schaatsmarathons treedt het klassement in werking. Daarnaast is het nog vrij nieuwe klassement Club-assistent Brabantcup over de schaatsmarathons op de Noord-Brabantse ijsbanen in: Breda, Eindhoven en Tilburg. Hierbij hadden de ijsbanen de handen ineen geslagen om dit te realiseren. Vernoemd naar de hoofdsponsor Club-assistent.
Het ploegenklassement is voor de beste ploeg over alle wedstrden van het seizoen. In tegen stelling voor de rijders die meerdere eindklassementen kunnen bemachtigen is er voor de ploeg een overal eindklassement. 
In het seizoen 2020/2021 gingen alle schaatsmarathons niet door vanwege de Coronapandemie en hierdoor waren er ook geen eindklassementen.

## Overzicht
| Klassement                | Aantal | Gehouden  |          |     |           |
| ------------------------- | ------ | --------- | -------- | --- | --------- |
| Klassement                | Aantal | Gehouden  | KNSB Cup | 52x | 1973-2025 |
| KNSB Cup jongeren         | 26x    | 1997-2025 |          |     |           |
| KNSB Cup ploegen          | 26x    | 1997-2025 |          |     |           |
| KNSB Cup Grand prix       | 18x    | 2007-2025 |          |     |           |
| Natuurijsklassement       | 4x     | 1990-2012 |          |     |           |
| Natuurvierdaagse          | 33x    | 1980-2024 |          |     |           |
| Club-assistent Brabantcup | 4x     | 2021-2024 |          |     |           |

 Oranje leiderspak ·
 Rood-wit-blauw leiderspak · 
 Wit leiderspak
Nederlandse kampioenschappen: Kunstijs · Natuurijs · Open
Eindklassementen: KNSB Cup ·
 Jongeren klassement ·
Ploegenklassement ·
Grand prix klassement ·
Natuurijsklassement ·
Natuurvierdaagse ·
Club-assistent Brabantcup
Records en statistieken
Elfstedentocht
Natuurijsklassiekers: De 100 van Eernewoude · 
Amstelmeer Marathon · 
Ronde van Loosdrecht · 
Westland Marathon · 
Driedaagse van Ankeveen · 
Noorder Rondritten · 
Noordwesthoekrit · 
Oldambtrit · 
Hollands Venetiëtocht · 
Ronde van Duurswold · 
Ronde van Skarsterlân · 
Rottemerentocht · 
USA Marathon · 
Veluwemeertocht
Lijst van schaatsmarathons per kunstijsbaan: Alkmaar · Amsterdam · Assen · Breda · Den Haag · Deventer · Dronten · Eindhoven · Enschede · Geleen · Groningen · Haarlem · Heerenveen · Hoorn · Leeuwarden · Nijmegen · Rotterdam · Tilburg · Utrecht
Lijst van schaatsmarathons per natuurijsbaan: Hengelo · Polsbroek · Veenoord ·  Noordlaren · Haaksbergen ·  Winterswijk · Burgum · 
Awards: Marathonschaatser van het Jaar · Willem Poelstra Trofee
1972/1973 ·
1973/1974 ·
1974/1975 ·
1975/1976 ·
1976/1977 ·
1977/1978 ·
1978/1979 ·
1979/1980 ·
1980/1991 ·
1980/1981 ·
1981/1982 ·
1982/1983 ·
1983/1984 ·
1984/1985 ·
1985/1986 ·
1986/1987 ·
1987/1988 ·
1988/1989 ·
1989/1990 ·
1990/1991 ·
1991/1992 ·
1992/1993 ·
1993/1994 ·
1994/1995 ·
1995/1996 ·
1996/1997 ·
1997/1998 ·
1998/1999 ·
1999/2000 ·
2001/2002 ·
2002/2003 ·
2003/2004 ·
2004/2005 ·
2005/2006 ·
2006/2007 ·
2007/2008 ·
2008/2009 ·
2009/2010 ·
2010/2011 ·
2011/2012 ·
2012/2013 ·
2013/2014 ·
2014/2015 ·
2015/2016 ·
2016/2017 ·
2017/2018 ·
2018/2019 ·
2019/2020 ·
2020/2021 ·
2021/2022 ·
2022/2023 ·
2023/2024 ·
2024/2025